# Gruppo di galassie

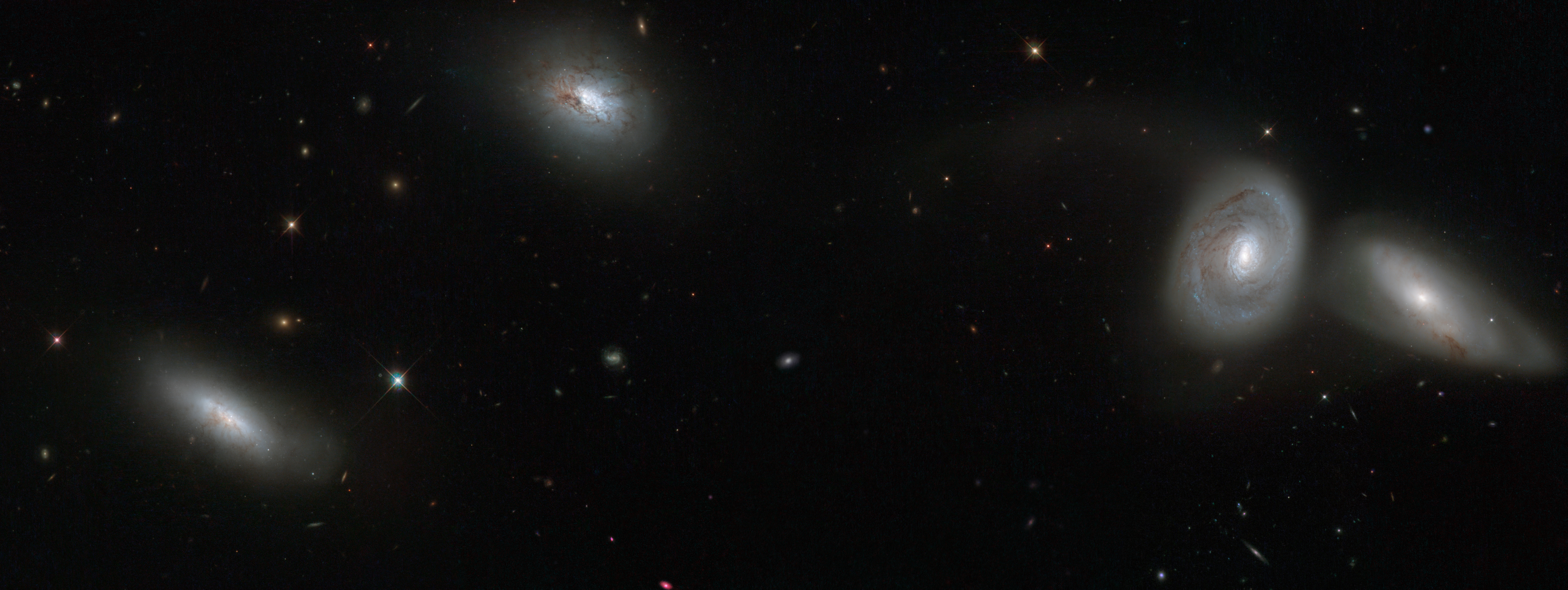
Quattro dei sette membri del gruppo di galassie HCG 16.

Un gruppo di galassie (in sigla GrG) è un aggregato di galassie composto da 50 (o meno) membri tenuti insieme dalla gravità; ciascuno dei membri è luminoso tanto quanto la Via Lattea (circa 1010 volte la luminosità del Sole); gli insiemi di galassie più grandi dei gruppi sono detti ammassi di galassie. I gruppi e ammassi di galassie possono ancora raggrupparsi assieme per formare superammassi di galassie.
La galassia della Via Lattea fa parte del gruppo di galassie chiamato Gruppo Locale.

## Caratteristiche
I gruppi sono gli aggregati galattici più minuti; contengono tipicamente al più 50 galassie in un diametro di 1 o 2 Mpc (megaparsec), con una massa totale che si aggira intorno alle 1013 masse solari, mentre la differenza di velocità è di circa 150 km/s. Tuttavia, questi dati costituiscono soltanto un'indicazione di massima, perché anche sistemi di galassie più grandi e massivi sono talvolta classificati come gruppi di galassie.
I gruppi sono le strutture di galassie più comuni dell'universo e comprendono almeno la metà delle galassie nell'universo locale. I gruppi hanno un range di masse che va da quelle di galassie ellittiche molto grandi a quelle di ammassi di galassie. Nell'universo locale, circa la metà dei gruppi esibiscono emissioni diffuse di raggi X dai loro mezzi intra-ammasso. Pare che quelli che emettono raggi X contengano delle galassie del tipo iniziale. Le emissioni diffuse di raggi X provengono da zone dentro il 10-50% più interno del raggio viriale dei gruppi, generalmente da 50 a 500 kpc.

## Tipi
Ci sono molti sottotipi di gruppi.

### Gruppi compatti
Un gruppo compatto consiste di un piccolo numero di galassie, tipicamente intorno a cinque, situate in prossimità l'una dell'altra e relativamente isolate dalle altre galassie. Il primo gruppo compatto ad essere stato scoperto è il Quintetto di Stephan, nel 1877. Per Quintetto di Stephan si intende un gruppo compatto di quattro galassie più una galassia isolata ma che dalla Terra risulta casualmente sovrapposta alle altre quattro. Quintetto è il termine che indica proprio un gruppo compatto di quattro galassie più una quinta isolata in primo piano. L'astronomo Paul Hickson creò un catalogo di tali gruppi nel 1982, il Hickson Compact Group.
I gruppi compatti rendono evidente l'effetto della materia oscura, siccome la massa visibile è di gran lunga minore di quella necessaria per tenere insieme le galassie con la forza di gravità. I gruppi compatti sono inoltre instabili dinamicamente in intervalli temporali confrontabili con il tempo di Hubble, così mostrando che le galassie si evolvono con l'unione, nella scala temporale dell'età dell'universo.

### Gruppi fossili
Si ritiene che i gruppi, o ammassi, fossili siano il risultato di una fusione di galassie all'interno di un gruppo normale di galassie, e che si lascia dietro l'alone di raggi X del gruppo progenitore. Le galassie all'interno di un gruppo interagiscono e si fondono tra loro. Il processo fisico che sta alla base dell'unione di galassie è l'attrito di Chandrasekhar. Le scale temporali per l'attrito di Chandrasekhar sulle galassie luminose (o L*) suggeriscono che i gruppi fossili siano sistemi vecchi e indisturbati che hanno attratto a sé poche galassie L* dal loro iniziale collasso. I gruppi fossili sono per questo motivo un importante laboratorio per studiare la formazione e l'evoluzione di galassie e il mezzo intra-gruppo in un sistema isolato. I gruppi fossili potrebbero ancora contenere delle galassie nane non unite, ma i membri più massivi si sono condensati nella galassia centrale.
Il gruppo fossile più vicino alla Via Lattea è NGC 6482, una galassia ellittica distante circa 180 milioni di anni luce nella costellazione di Ercole.

### Proto-gruppi
I proto-gruppi sono gruppi in fase di formazione. Sono una forma più piccola di protoammassi. Contengono galassie e protogalassie inserite in aloni di materia oscura che sono nel processo di fondersi in gruppi di singoli aloni di materia oscura.

## Lista
| Gruppo                                   | Note                                                                         |
| ---------------------------------------- | ---------------------------------------------------------------------------- |
| Gruppo Locale                            | Il gruppo di cui fa parte la Via Lattea, che comprende la Terra              |
| Quintetto di Stephan                     | Uno dei gruppi più "fotogenici"                                              |
| Quartetto di Robert                      |                                                                              |
| SL2S J08544-0121 (Gruppo del Proiettile) | Questo gruppo mostra la separazione tra la materia oscura e quella ordinaria |